# Хольмстрем Август Вільгельм
Август Вільгельм Гольмстрем (англ. August Wilhelm Holmström; 1829—1903) — ювелір, майстер фірми Карла Фаберже в Санкт-Петербурзі.
Навчався у петербурзького ювеліра Герольда, у 1850 році став підмайстром. У 1857 році став майстром і головним майстром фірми Фаберже. З 1858 року мав власну майстерню на Казанській вулиці, 35, працював виключно на фірму Фаберже.